# Oxira vulpina
Oxira vulpina är en fjärilsart som beskrevs av Moore 1882. Oxira vulpina ingår i släktet Oxira och familjen nattflyn. Inga underarter finns listade i Catalogue of Life.